# Liste d'abréviations militaires en France
Pour les articles homonymes, voir Abréviations militaires.
Cette page sur les abréviations militaires en France présente quelques abréviations et sigles utilisées par les Forces armées françaises.

## Histoire du jargon militaire
Pendant longtemps le jargon militaire a été très abondant en France. Il est parfois très confus, car plusieurs mots existaient pour désigner le même objet et les anciennes provinces de France prononçaient différemment certains mots. Ainsi, trente-deux dénominations existaient au Moyen Âge tardif pour le mot « flèche ».
Au XVIIe siècle, les vocabulaires et l'Académie française jouent un rôle certain pour réduire la diversité de ce jargon : des choix sont faits, volontairement ou par oubli. Un siècle plus tard, il subsiste néanmoins une variation continue de ce langage au fil des périodes de paix et de guerre, et aucun pouvoir central pour le contrôler. En pratique, les termes provenaient des soldats eux-mêmes qui finissaient par les imposer, alors que les bureaux de guerre ou le ministère de la Guerre n'ont pu que les légaliser.
Les abréviations apparaissent dans ce contexte, par commodité dans les registres : « cuir » pour « cuirassier » durant la Première Guerre mondiale, par humour : « auxi » (qui se prononce comme « occis ») chez les poilus pour « auxiliaire » ou simplement par commodité.
On peut noter une évolution au fil du temps de ces abréviations selon les usages, sans compter les évolutions dues aux changements d'armements, de grades et de bataillons auxquels font référence les abréviations militaires.
Depuis le milieu du XXe siècle, les États membres de l'OTAN passent des accords de normalisation définissant entre autres les termes et les conditions adoptés par les pays membres de l'alliance concernant les systèmes et les équipements militaires, ce qui a mené l'utilisation fréquente d'acronymes en anglais. Aujourd'hui certaines composantes des armées donnent un lexique des abréviations qu'elles utilisent.

## Liste alphabétique des abréviations militaires
Sans être exhaustive, cette liste présente une base des formulations courantes et spécifiques :

### A
- Haut – A
- B
- C
- D
- E
- F
- G
- H
- I
- J
- K
- L
- M
- N
- O
- P
- Q
- R
- S
- T
- U
- V
- W
- X
- Y
- Z

- AA :
  - Anti-aérien ;
  - Arme automatique ;
- AAA : 
  - Artillerie anti-aérienne ;
  - Adieux aux armes
- AAE : Armée de l'air et de l'espace ;
- ABC : Arme blindée et cavalerie ;
- AC : Antichar ;
- ACA : Antenne chirurgicale aéroportée ;
- ACCP : Antichar courte portée (par exemple le missile Eryx) ;
- ACCS : Air Command and Control System ;
- ACD : Artillerie de campagne divisionnaire ;
- ACO : Air Combat Order.
- AD :
  - Artillerie divisionnaire ;
  - À disposition.
- ADC : Adjudant-chef ;
- ADCONFRANCE : Administrative Controller France ;
- ADJ : Adjudant[5] ;
- ADT: Armée De Terre
- ADU : Adjudant d'unité ;
- AEB : Auto-engin blindé ;
- AED : Agence européenne de défense ;
- AEF : Afrique-Équatoriale française ;
- AEM I: Antennes d'Expertise Médicale Initiale ;
- AFAT : Auxiliaires féminines de l'Armée de terre ;
- AFN : Afrique du Nord
- AFO : Adjoint Force ;
- AFR : Armée française du Rhin ;
- AG : Avant-garde ;
- AGIGN : Antenne groupe d'intervention de la Gendarmerie nationale ;
- AGIV : Aspirant de gendarmerie issu du volontariat ;
- AIA : Atelier industriel aéronautique ;
- AL* : Amiral commandant * (ALFAN, ALFOST, ALAVIA, ALFUSCO, ALNUC, ALENAV, ALPACI, ALINDIEN…) ;
- ALAT : Aviation légère de l'Armée de terre (hélicoptères de combat et de manœuvre) ;
- ALI : Arme Légère d'Infanterie[6]
- ALVF : Artillerie lourde sur voie ferrée.
- AM :
  - Antenne Médicale ;
  - Automitrailleuse ;
  - Aspirant-médecin.
- AMAC : Auto-mitrailleuses et auto-canons.
- AMC :
  - Automitrailleuse de cavalerie ;
  - Automitrailleuse de combat.
- AMCC : Allied Movement Coordination Center ;
- AMD : Automitrailleuse de découverte ;
- AMD BA : Avions Marcel Dassault Breguet Aviation ;
- AMF : Atelier militaire de la Flotte ;
- AML : Automitrailleuse légère ;
- AMR : Automitrailleuse de reconnaissance ;
- AMT : Assistance militaire et technique ;
- AMX : Ateliers de construction d'Issy-les-Moulineaux ;
- AN : Arme nucléaire ;
- AND : Agence du numérique de défense ;
- ANP : Appareil Normal de Protection
- ANP-VP : Appareil normal de protection à vision panoramique ;
- AOF : Afrique-Occidentale française ;
- AOPC : Adjoint à l'officier de permanence commandement ;
- AP : Avant-poste ;
- APC : Armement petit calibre ;
- APOD : Air Point of Debarkment ;
- ARD : Agence de reconversion de la Défense.
- AS :
  - Artillerie spéciale ;
  - Armée secrète.
- ASDIC : Anti-Submarine Detection Investigation Committee (prédécesseur du sonar pendant la Seconde Guerre mondiale) ;
- ASM : Anti-sous-marin ;
- ASMP : Air-sol moyenne portée (relatif à un missile) ;
- ASMPA : Air-sol moyenne portée amélioré (relatif à un missile) ;
- ASP : Aspirant (grade) ;
- ASTAC : Analyseur de signaux tactique (nacelle de reconnaissance électronique) ;
- AT : Armée de terre (ou AdT) ;
- ATCR : À titre de compte rendu ;
- ATEC : Atelier de test des équipements complexes ;
- ATLAS : Accès en tout Temps et en tout Lieu Au Soutien ;
- ATLIS : Automatic Tracking and Laser Integration System (nacelle d'illumination laser) ;
- ATO : Air Task Order (ordre de mission aérienne) ;
- ATS : Avion de transport stratégique ;
- ATT : Avion de transport tactique ;
- AUXSAN : Auxiliaire sanitaire[7].
- AVT : Aviateur ;
- AVURNAV : Avis urgent aux navigateurs ;
- AWACS : Airborne Warning and Control System (avion-radar).

### B
- Haut – A
- B
- C
- D
- E
- F
- G
- H
- I
- J
- K
- L
- M
- N
- O
- P
- Q
- R
- S
- T
- U
- V
- W
- X
- Y
- Z

- B4 : Bureau logistique.
- BA :
  - Bataillon de l'Air ;
  - Base aérienne ;
  - Bureau administratif.
- BAA : Bataillon d'appui aéromobile ;
- BART : Brigade d'artillerie.
- BAC :
  - Brigade d'aérocombat ;
  - Batterie antichar.
  - Bataillon antichar.
- BAF : Bataillon alpin de forteresse ;
- BAICM : Bataillon autonome d'infanterie coloniale du Maroc ;
- BAM :
  - Brevet d'alpinistre militaire ;
  - Bâtiment anti-missile ;
  - Brigade aéromobile.
- BAMBC : Bataillon autonome des bâtiments et matériels coloniaux ;
- BAN : Base aéronavale ;
- BAP : Bureau administratif du personnel ;
- BAS1 : Brevet d'aptitude en spécialité - niveau 1 ;
- BAS2 : Brevet d'aptitude en spécialité - niveau 2 ;
- BASM : Bombe à sous-munitions ;
- BAT : Brevet d'aptitude technique ;
- BATFRA : Bataillon français[6] ;
- BATINF : Bataillon d'infanterie.
- BB :
  - Bâtiment base (marine) ;
  - Brigade blindée.
- BBB : Brigade blindée britannique.
- BC :
  - Boitier de Chiffrement
  - Brigade de cavalerie ;
  - Bataillon de chasseurs.
- BCA : 
  - Bataillon de chasseurs alpins
  - Batterie Centrale Automatique
- BCC :
  - Bataillon de chars de combat ;
  - Bâtiment cadres célibataires.
- BCCP : Bataillon Colonial de Commandos Parachutistes
- BCG :
  - Bataillon de chars (de combat) de la gendarmerie ;
  - Bataillon colonial du génie.
- BCH : Brigadier-chef ;
- BCHM : Bataillon de chasseurs de haute montagne.
- BCL :
  - Bataillon de chars légers ;
  - Bataillon de chars lourds ;
  - Batterie de Commandement et de Logistique.
- BCM : bataillon de chasseurs mitrailleurs
- BCP :
  - Bataillon de chasseurs à pied ;
  - Bataillon de chasseurs portés.
- BCPyr : Bataillon de chasseurs pyrénéens ;
- BCS : Bataillon de commandement et de soutien ;
- BCTC : Bataillon de chars des troupes coloniales ;
- BD : Base Divisionnaire
- BDAC : Bataillon de défense antichar (rattaché à l'artillerie divisionnaire) ;
- BDC : Bâtiment de débarquement de chars ;
- BDCMZ : Bureau de planification de la défense civile et militaire zonale ;
- BdD : Base de Défense ;
- BDP : Bataillon de dragons portés ;
- BDRIJ : Brigade départementale de renseignements et d'investigations judiciaires ;
- BE : Brevet élémentaire ;
- BEF : British Expeditionary Force (Corps expéditionnaire britannique en France pendant la Première Guerre mondiale) ;
- BEOM : Bataillon d’élèves-officiers de Munster ;
- BEP : Bataillon étranger de parachutistes ;
- BF : Brigade fluviale ;
- BFA : Brigade franco-allemande ;
- BFG : Brigade fluviale de la Gendarmerie ;
- BFST : Brigade des forces spéciales terrestres ;
- BG : Bataillon du génie ;
- BGA : Brigade de gendarmerie air ;
- BGR : Brigadier ;
- BHM : Brigade de haute montagne ;
- BHR : Batterie hors-rang ;
- BIA : Base Interarmées ;
- BIAT : Base Interarmées de Théâtre ;
- BICM : Bureau d'information sur les carrières de la Marine ;
- Bie : Batterie ;
- BIL : Bataillon d'infanterie légère ;
- BILA : Bataillon d'infanterie légère d'Afrique ;
- BIM : Brigade d'infanterie de montagne ;
- BIMa :
  - Bataillon d'infanterie de marine ;
  - Brigade d'infanterie de marine.
- BIMP : Bataillon d'infanterie de marine et du Pacifique ;
- BITD : Base industrielle et technologique de Défense ;
- BK : Bunker ;
- BL : Brigade logistique ;
- BLB : Brigade légère blindée ;
- BLBIMa : Brigade légère blindée de marine ;
- BLD : Base logistique divisionnaire ;
- BLE : Bataillon de la Légion Étrangère ;
- BLIAT : Base logistique interarmées de théâtre ;
- BLM : Brigade légère mécanique ;
- BLT : Base logistique terrestre.
- BM :
  - Bataillon de mitrailleurs ;
  - Bataillon de marche ;
  - Brigade mécanisée.
- BMC :
  - Bordel militaire de campagne ;
  - Brevet militaire de conduite.
- BMDB : Bataillon Matériel de la Division Blindée
- BMED : Bataillon médical ;
- BMI : Bataillon de marche indochinois
- BMIC : Bataillon de mitrailleurs d'infanterie coloniale ;
- BMJA : Brodequin de marche à jambière attenante, dit rangers ;
- BML : Bureau maintenance et logistique ;
- BMM : 
  - Bataillon de mitrailleurs motorisés ;
  - Bataillon de mitrailleurs malgaches
- BNG : Brigade nautique de la Gendarmerie ;
- BOA : Bataillon d'ouvriers de l'artillerie ;
- BOAT : Base opérationnelle avancé terrestres ;
- BOAP : Base opérationnelle aéroportée ;
- BOI : Bureau opérations instruction ;
- BOP : Budget opérationnel de programme.
- BOP: Bulle opérative projetable
- BOT :
  - Bureau d'organisation du travail ;
  - Bureau des opérations et des transmissions (en BSPP).
- BP : Brigade parachutiste ;
- BPB : Bureau prévention base.
- BPC :
  - Bataillon de parachutistes de choc ;
  - Bataillon de parachutistes coloniaux ;
  - Bâtiment de projection et de commandement.
- BPDJ : Brigade de prévention de la délinquance juvénile ;
- BPH : Bâtiment porte-hélicoptères ;
- BPIA : Base pétrolière interarmées.
- BR :
  - Brigade de recherches ;
  - Brigade de renseignement.
- BRB : Batterie de renseignement de brigade ;
- BRC : Brigadier-chef.
- BRI :
  - Brigadier ;
  - Brigade rapide d'intervention, unité de la Gendarmerie ;
  - Brigade de recherche et d'intervention, unité de la Police.
- BS :
  - Brigade de spahis  ;
  - Brevet supérieur.
- BSB : Bureau sécurité base ;
- BSC : Bureau du service courant ;
- BSCAT : Bataillon de soutien du commissariat de l'Armée de terre ;
- BSD : Base de soutien divisionnaire ;
- BSI : Bureau service intérieur ;
- BSMAT : Base de soutien du Matériel ;
- BSN : Bureau du service national ;
- BSP : Bataillon de Sapeurs Pompiers
- BSPP : Brigade de sapeurs-pompiers de Paris ;
- BST : Brevet supérieur technique ;
- BSVIA : Base de soutien à vocation interarmées.
- BT :
  - Bataillon de transmissions[8] ;
  - Bataillon de tirailleurs (ex-algériens ou tunisiens)
  - Bureau technique ;
  - Brigade territoriale.
- BTA : Brigade territoriale autonome dans la Gendarmerie ;
- BTAC : Brigade de transmissions et d'appui au commandement ;
- BTB : Bouchon de tir a blanc (FAMAS)
- BTC : Bataillon de tirailleurs coloniaux ;
- BTI :
  - Base de transit interarmées ;
  - Bataillon de tirailleurs indochinois
- BTM : Bataillon de tirailleurs malgaches  ;
- BTMAS : Bureau des transports maritimes, aériens et de surface ;
- BTMSA : Bataillon de tirailleurs montagnards du Sud-Annam ;
- BTRN : Bataillon du train ;
- BTS : Bataillon de tirailleurs sénégalais ;
- BTT : Bataillon de tirailleurs tunisiens ;
- BVE : Bataillon de volontaires étrangers.

### C
- Haut – A
- B
- C
- D
- E
- F
- G
- H
- I
- J
- K
- L
- M
- N
- O
- P
- Q
- R
- S
- T
- U
- V
- W
- X
- Y
- Z

- C1 : Chef de corps ;
- C2 : Commandant en second.
- C3T : Concept Commun de Combat Terrestre ;
- CA :
  - Compagnie d'accompagnement ;
  - Contre-amiral ;
  - Contre-aéronefs ;
  - Corps d'armée.
- CAB : Compagnie d'accompagnement de bataillon ;
- CAC :
  - Combat antichar ;
  - Compagnie antichar ;
  - Corps d'armée colonial ;
  - Corps à corps (technique de combat).
- CACC : Compagnie autonome de chars de combat.
- CAF :
  - Corps Aérien Français ;
  - Corps d'armée de forteresse ;
  - Conseiller appui-feu.
- CAG : Certificat d'aptitude à la Gendarmerie ;
- CAIDD : Centre d'aguerrissement et d'instruction au désert de Djibouti ;
- CAJ : Commission armées-jeunesse ;
- CAL :
  - Calibration (contrôle en vol militaire) ;
  - Caporal (dans l'armée de l'air et de l'espace).
- CAM : Contre-amiral (France) ;
- CPL : Caporal ;
- CAME : Certificat d'aptitude militaire élémentaire ;
- CAOME : Centre d'aguerrissement outre-mer et de l'étranger ;
- CAOMET : Centre d'aguerrissement outre-mer et de l'étranger de Tahiti ;
- CAP : Caporal ;
- CAPCO : Centre air de planification et de conduite des opérations
- CAQG : Compagnie Automobile du Quartier Général ;
- CARB : Carburant.
- CAS :
  - Close Air Support ou Appui aérien rapproché ;
  - Compagnie d'administration et de soutien.
- CASSIC : Commandement air des systèmes de surveillance, d'informations et de communication, fusionné en 2007 avec la direction interarmées des réseaux d'infrastructure et des systèmes d'information ;
- CASTRE : couvrir, appuyer, surveiller, tenir un point, reconnaitre, éclairer (moyen mnémotechnique pour se souvenir des missions d'un groupe PROTERRE).
- CAT :
  - Commissariat de l'Armée de terre ;
  - Certificat d'aptitude technique.
- CATAC : corps aérien tactique ;
- CATI : Certificat d'aptitude au tir ;
- CATOD : Centre d'analyse technico-opérationnelle de défense ;
- CAUS : Corps d'armée américain ;
- CAW : Corps d'armée britannique ;
- CBA : Commandant (chef de bataillon) ;
- CBF : Claque de Bon Fonctionnement ;
- CBI : Compagnie de base et d'instruction ;
- CBM : Corps blindé mécanisé ;
- CBS : Commandement des bases du Sud.
- CC :
  - Capitaine de corvette ;
  - Corps de cavalerie ;
  - Compagnie de combat.
- CC1: Caporal Chef de 1re classe ;
- CCAS : Compagnie de commandement, d'appui et de soutien ;
- CCDSN : Conseil consultatif sur la Défense et la Sécurité nationale ;
- CCH : Caporal-chef ;
- CCITTM : Centre de coordination interarmées des transports, transits et mouvements ;
- CCL : Compagnie de commandement et de logistique ;
- CCM : Commission consultative médicale ;
- CCPM : Contrôle de la Condition Physique du Militaire ;
- CCOA : Centre de conduite des opérations aériennes ;
- CCR : Compagnie de circulation routière ;
- CCS : Compagnie de commandement et des services.
- CCT :
  - Camion-citerne tactique ;
  - Compagnie de commandement et de transmission ;
  - Centre de coordination du trafic.
- CCTM : Compagnie de commandement et de transmissions de montagne ;
- CCTR : Compagnie de Combat Terrestre de Réserve ;
- CD : Confidentiel Défense ;
- CDAOA : Commandement de la défense aérienne et des opérations aériennes ;
- CDB : Commandant de bord, commandant de base.
- CDC :
  - Centre de détection et de contrôle ;
  - Chef de corps (ou C1).
- CDE : Chef d'Equipe
- CDEF : Centre de doctrine d'emploi des forces ;
- CDES : Centre de diffusion des éléments secrets ;
- CDF : Commission de défense des frontières ;
- CDG : 
  - Chef de Groupe ;
  - Centre de documentation géographique ;
- CDP : Chef de peloton ;
- CDR : Conducteur (Soldat) ;
- CDS : Chef de section ;
- CDSN : Conseil de Défense et de Sécurité nationale ;
- CDT : Commandant (voir aussi CBA et CES) ;
- CDU : Commandant d'unité ;
- CDVE : Commandes de vol électriques.
- CEA :
  - Compagnie d'éclairage et d'appui ;
  - Commissariat à l'énergie atomique.
- CEAM : Centre d'expertise aérienne militaire ;
- CEB : Centre d'entrainement brigade ;
- CEC : Centre d'entrainement commando ;
- CECAP : Centre d'entrainement au combat d'Arta Plage ;
- CECFOGA : Centre d'entrainement commando en Forêt équatoriale du Gabon ;
- CECMED : Commandant en chef de la région Méditerranée ;
- CED : Conseil économique de la Défense ;
- CEDICAT : Centre d'études et de développement informatique du commissariat de l'Armée de terre ;
- CEERAT : Centre d'enseignement et d'études du renseignement de l'Armée de terre ;
- CEFE : Centre d'entraînement à la forêt équatoriale ;
- CEFEO : Corps expéditionnaire français en Extrême-Orient ;
- CeFEO : Certificat de formation à l'encadrement opérationnel (dans la Gendarmerie) ;
- CEFS : Corps expéditionnaire français en Scandinavie ;
- CEGN : Commandement des écoles de la Gendarmerie nationale ;
- CEHD : Centre d'études d'histoire de la Défense ;
- CELM : Centre d'essais de lancement de missiles ;
- CEM : Centre d'essais de la Méditerranée ;
- CEMA : Chef d'État-Major des armées ;
- CEMAAE : Chef d'état-major de l'Armée de l'air et de l'espace ;
- CEMAT : Chef d'état-major de l'Armée de terre ;
- CEMM : Chef d'état-major de la Marine ;
- CEMO : Centre d’expérimentations militaires des Oasis, camp Saint-Laurent, In Amguel, In Ecker ;
- CEN : Chef d'escadron, est la désignation du commandant dans certaines armes de l'Armée de terre (comme l'arme blindée et cavalerie) et de la Gendarmerie ;
- CENTAC : Centre d’entraînement au combat ;
- CENTREVAC : Centre d'évacuation des ressortissants ;
- CENZUB : Centre d’entraînement en zone urbaine ;
- CEO : Compagnie d'équipages d'ouvrages ;
- CEP : Centre d'expérimentation du Pacifique ;
- CERAM : Centre d'études et de recherches atomiques militaires ;
- CERES : Centre d'essais et de recherches d'engins spéciaux ;
- CES : Chef d'escadrons, est la désignation du commandant dans certaines armes de l'Armée de terre (comme l'arme blindée et cavalerie) et de la Gendarmerie ;
- CESAT : Collège de l'enseignement supérieur de l'Armée de terre ;
- CESG : Centre d'enseignement supérieur de la Gendarmerie ;
- CESSD : Centre d'études en sciences sociales de la Défense ;
- CF : Capitaine de frégate ;
- CFA : Commandement des forces aériennes, regroupe les anciens CFAC et CFAP ;
- CFAC : Commandement des forces aériennes de combat, converti en brigade chasse dans le CFA ;
- CFAGN : Commandement des forces aériennes de la Gendarmerie nationale ;
- CFAP : Commandement des forces aériennes de projection, convertit en brigade d'appui et de projection dans le CFA ;
- CFAPSE : Certificat de formation aux activités de premier secours en équipe (remplacé par le PSE1 et le PSE2) ;
- CFAS : Commandement des forces aériennes stratégiques ;
- CFAT : Commandement de la force d'action terrestre ;
- CFC : Congé de fin de campagne ;
- CFCA : Commandement des fusiliers commandos de l'air ;
- CFD : Centre de formation de la Défense ;
- CFIAR : Centre de formation interarmées au renseignement ;
- CFIM : Centre de formation initiale des militaires du rang ;
- CFIP : Centre de formation des instructeurs pilotes
- CFLT : Commandement de la force logistique terrestre ;
- CFMD : Centre de formation au management de la Défense ;
- CFPSAA : Commandement des forces de protection et de sécurité de l'Armée de l'air ;
- CFPSO : Centre de formation et de perfectionnement des sous-officiers ;
- CFS : Côte française des Somalis ;
- CFT : Commandement des forces terrestres ;
- CGE : centre de guerre électronique ou compagnie de guerre électronique ;
- CGD : Compagnie de gendarmerie départementale ;
- CGOM : Commandement de la gendarmerie outre-mer ;
- CGP : Commandement de la gendarmerie prévôtale ;
- CHR : Compagnie hors rang. Compagnie régimentaire qui regroupe le fonctionnement administratif, la logistique et le commandement du régiment ;
- Cie : Compagnie ;
- CIE : Commandement interarmées de l'espace ;
- CIEC : Centre d'instruction élémentaire de conduite ;
- CIECA : Cellule d’instruction élémentaire de conduite agréée ;
- CIM : Carte d'Identité Militaire
- CIRAT : Centre d'information et de recrutement de l'Armée de terre ;
- CIRISI : Centre interarmées des réseaux d'infrastructure et des systèmes d'information ;
- CIT : Compagnie internationale de travailleurs ;
- CJ4 : Combined Joint 4 (Organisme de conception et de suivi interarmées et multinational en matière de logistique) ;
- CLA : Contrôle local d'aérodrome ;
- CLC : Caporal-chef (dans l'armée de l'air et de l'espace);
- CLRM : Compagnie légère de réparation du matériel.
- CM :
  - Cadre de maîtrise ;
  - Compagnie de mitrailleuses / compagnie de mitrailleurs ;
  - Centre mobilisateur.
- CMD : Circonscription militaire de Défense.
- CME :
  - Contre-mesures électroniques ;
  - Compagnie de mitrailleuses et d'engins d'accompagnement ;
  - Certificat militaire élémentaire.
- CMFP : Centre militaire de formation professionnelle ;
- CMOS : Centre militaire d'observation par satellites ;
- CMR : Centre de maintenance radar ;
- CND : Commissariat au numérique de défense ;
- CNE : Capitaine ;
- CNEC : Centre national d'entraînement commando, basé à Mont-Louis et Collioure dans les Pyrénées-Orientales, forme aux techniques commandos, principalement les militaires français de l'Armée de terre ;
- CNEFG : Centre national d'entraînement des forces de gendarmerie ;
- CNFPJ : Centre national de formation à la police judiciaire, une école rattachée à la Gendarmerie nationale française ;
- CNFSR : Centre national de formation à la sécurité routière, une école rattachée à la Gendarmerie nationale française ;
- CNICG : Centre national d'instruction cynophile de la Gendarmerie ;
- CNING : Centre national d'instruction nautique de la Gendarmerie ;
- CNISAG : Centre national d’instruction de ski et d’alpinisme de la Gendarmerie ;
- CNMO : Centre national de mise en œuvre ;
- CNOA : Centre national des opérations aériennes ;
- CO : Centre opérationnel ;
- COAC : Compagnie d'ouvriers d'artillerie coloniale ;
- COAT : Centre opérationnel de l'Armée de terre ;
- COB : Communauté de brigades dans la Gendarmerie ;
- COBRA : Counter Batterie Radar ;
- COCYBER : Commandement de cyberdéfense ;
- CODA : Centre des opérations de la défense aérienne ;
- COFAS : Centre d’opérations des forces aériennes stratégiques ;
- COIA : Centre d’opérations interarmées ;
- COL : Colonel ;
- COMAEQ : Commandant adjoint équipage ;
- COM ALAT : commandement de l'Aviation légère de l'Armée de terre ;
- COMALCA : Commandement de l'aviation légère de corps d'armée ;
- COMANAV : Commandant adjoint navire ;
- COMAR : Commandement de la Marine ;
- COM E2CIA : Commandement de l'entrainement et des écoles du combat interarmes ;
- COM FST : Commandement des forces spéciales terre ;
- COMGENDGF : Commandement de la gendarmerie de la Guyane-Française ;
- COMGENDGP : Commandement de la gendarmerie de la Guadeloupe ;
- COMGENDMQ : Commandement de la gendarmerie de la Martinique ;
- COMGENDNCWF : Commandement de la gendarmerie pour la Nouvelle-Calédonie et les îles Wallis-et-Futuna ;
- COMGENDPF : Commandement de la gendarmerie pour la Polynésie-Française ;
- COMGENDPM : Commandement de la gendarmerie pour Saint-Pierre-et-Miquelon ;
- COMGENDRE : Commandement de la gendarmerie de la Réunion ;
- COMGENDYT : Commandement de la gendarmerie de Mayotte ;
- COM LE : Commandement de la Légion étrangère ;
- COM LOG : Commandement de la logistique ;
- COM MF : Commandement de la maintenance des forces ;
- COMOPS : Commandant adjoint opérations ;
- COM RENS : Commandement du renseignement (France) ;
- COM SIC : Commandement des systèmes d'information et de communication ;
- COMSOUT(IA) : Commandement des soutiens (interarmées) ;
- COMSOUTERRE : Commandement des soutiens terre ;
- COMSOUTHEATRE : Commandement du soutien du théâtre ;
- COMSUP : Commandement supérieur des forces armées ;
- COMTACTERRE : Commandement tactique terre ;
- COMTECH : Commandant technique ;
- COMTERRE : Commandement terre ;
- COMTHEATRE : Commandant de théâtre ;
- COM TN : Commandement terre pour le territoire national ;
- COMZAR : Commandant de la zone arrière de la force opérationnelle terrestre ;
- COPER : Commandant de l'opération ;
- COPID : Centre opérationnel de la presse internationale de défense ;
- CORG : Centre d'opérations et de renseignement de la Gendarmerie ;
- COS : Commandement des opérations spéciales ;
- COTAM : Commandement du transport aérien militaire ;
- COTIA : Centre opérationnel des transits interarmées aériens ;
- COTIM : Centre opérationnel des transits interarmées maritimes ;
- COTIS : Centre opérationnel des transits interarmées de surface.
- CP :
  - Chef de patrouille (qualification) ;
  - calculateur principal (technique Mirage 2000) ;
  - calculateur de potentiel (technique M53) ;
  - certificat professionnel ;
  - cadre de permanence.
- CPE : Consignes permanentes d'emploi ;
- CPES : Centre parachutiste d'entrainement spécialisé ;
- CPIPM : Consignes permanentes d'instruction du personnel mécanicien ;
- CPIS : Centre parachutiste d'instruction spécialisée ;
- CPNO : Correspondant du personnel non officier ;
- CPO : Consignes permanentes opérationnelles ;
- CPOCAAE : Centre de préparation opérationnel des combattants de l'Armée de l'air et de l'espace ;
- CPRP : Chargé de prévention des risques professionnels ;
- CPSN : Consignes permanentes de la sécurité nucléaire ;
- CPSV : Consignes permanentes de la sécurité des vols ;
- CPUCT : Consignes permanentes d'utilisation des champs de tir ;
- CPUT : Consignes permanentes d'utilisation terrain ;
- CPX : Consignes permanentes d'exercice.
- CRC :
  - Commissaire en chef, de 2e classe (CRC2), de 1re classe (CRC1) ;
  - Cuir régiment de cuirassiers (p. ex. 8e cuir, officieux).
- CRE : Centre de ravitaillement en essences ;
- CRER : Centre de regroupement et d’évacuation des ressortissants ;
- CRG : Commandement des réserves de la Gendarmerie ;
- CRO : Compte-rendu opérationnel[9],[10].
- CRP :
  - Commissaire principal ;
  - Cheminée de réservoir pendulaire.
- CRPOC : Centre de réserve et de préparation opérationnelle de cyberdéfense ;
- CRR-E : Corps de réaction rapide européen ;
- CRR-Fr : Corps de réaction rapide-France ;
- CRT : Centre du renseignement terre ;
- CSD : Commandant en second ;
- CSEM : Centre saharien d'expérimentations militaires ;
- CSFA : Commandement du soutien des forces aériennes ;
- CSFM : Conseil supérieur de la fonction militaire ;
- CSIC : Compagnie de sapeurs d'infanterie coloniale ;
- CSN : Centre du service national ;
- CSO : Chef du soutien opérationnel ;
- CSOA : Centre de soutien aux opérations et acheminements ;
- CSP : Chef du soutien du personnel ;
- CSRM : Conseil supérieur de la réserve militaire ;
- CST : Chef du soutien technique / commandement du soutien technique (organisme base) / chef des services techniques (en unité aérienne) ;
- CSTAGN : Corps de soutien technique et administratif de la Gendarmerie nationale ;
- CSTT : Commandement supérieur des troupes de Tunisie.
- CTA :
  - Conseiller technicien air ;
  - Corps techniques et administratifs.
- CTD : Compagnie de transmission divisionnaire[8].
- CTE :
  - Compagnie de travailleurs espagnols ;
  - Certificat technique élémentaire.
- CTG : Centre de transmission gouvernemental ;
- CTJ : Cellule des transfèrements judiciaires.
- CTM :
  - Centre de transmission de la Marine[8] ;
  - Chaland de transport de matériel.
- CTPM : Conteneur de transport post-mortem ;
- CU : Commandant d'unité ;
- CV : Capitaine de vaisseau ;
- CVDM : Cabine vestiaire douche mobile.

### D
- Haut – A
- B
- C
- D
- E
- F
- G
- H
- I
- J
- K
- L
- M
- N
- O
- P
- Q
- R
- S
- T
- U
- V
- W
- X
- Y
- Z

- DA : Division alpine ;
- DAA : Défense anti aérienne ;
- DAMS : Dépôt atelier munition spéciales ;
- DAR : Diplôme d'aptitude à la réserve.
- DAS :
  - délégation aux Affaires stratégiques ;
  - Détachement avancé de soutien.
- DAT : Défense aérienne du territoire.
- DB :
  - Division blindée ;
  - Demi-brigade.
- DBA : Demi-brigade alpine ;
- DBAF : Demi-brigade alpine de forteresse ;
- DBCA : Demi-brigade de chasseurs alpins ;
- DBCP : Demi-brigade de chasseurs à pied ;
- DBCPyr : Demi-brigade de chasseurs pyrénéens ;
- DBI : Demi-brigade d'infanterie ;
- DBIA : Demi-brigade d'infanterie alpine ;
- DBIL : Demi-brigade d'infanterie légère ;
- DBLC : Demi-brigade légère de chars ;
- DBLE : Demi-brigade de Légion étrangère ;
- DBMC : Demi-brigade de mitrailleurs coloniaux ;
- DBNA : Demi-brigade nord-africaine ;
- DBUS : Division blindée américaine ;
- DC : Division de cavalerie ;
- DCA : Défense contre aéronefs ;
- DCB : Défense contre blindés ;
- DCCAT : Direction centrale du Commissariat de l'armée de terre ;
- DCMAT : Direction centrale du Matériel de l'armée de terre ;
- DCPJ : Direction centrale de la Police judiciaire ;
- DCr : Division cuirassée ;
- DCSSA : Direction centrale du Service de santé des armées ;
- DEBEX : Début d'exercice ;
- DETIA : Détachement de transit interarmées aérien ;
- DETIM : Détachement de transit interarmées maritime ;
- DETIS : Détachement de transit interarmées de surface ;
- DETMUC : Détachement multicapteur ;
- DFM : Division Finance et Matériel ou division de formation militaire ;
- DGA : Direction générale de l'Armement ;
- DGGN : Direction générale de la Gendarmerie nationale ou directeur général de la Gendarmerie nationale ;
- DGP : Division de grenadiers polonais.
- DI :
  - Division d'infanterie ;
  - Division d'instruction.
- DIA :
  - Division d'infanterie d'Afrique ;
  - Division d'infanterie algérienne  ;
  - Division d'infanterie alpine.
- DIAlp : Division d'infanterie alpine ;
- DIC : Division d'infanterie coloniale ;
- DID : Direction d'infrastructure de la Défense ;
- DIF : Division d'infanterie de forteresse.
- DIM :
  - Division d'infanterie de montagne ;
  - Division d'infanterie motorisée.
- DIMa : Division d’infanterie de marine ;
- DINA : Division d'infanterie nord-africaine ;
- DIP : Division d'infanterie polonaise ;
- DirCAM : Direction de la Circulation aérienne militaire ;
- DIRCAT : Direction du Commissariat de l'armée de terre ;
- DIRISI : Direction interarmées des réseaux d'infrastructure et des systèmes d'information ;
- DISA : Déclaration Individuelle de Situation Administrative ;
- DIUS : Division d'infanterie américaine ;
- DIV : Division interarmes ;
- DIW : Division d'infanterie britannique ;
- DL : Détachement de liaison ;
- DLB : Division légère blindée ;
- DLC : Division légère de cavalerie ;
- DLCh : Division légère de chasseurs ;
- DLI : Division légère d'infanterie ;
- DLIC : Division légère d'infanterie coloniale ;
- DLINA : Division légère d'infanterie nord-africaine ;
- DLM : Division légère mécanique ;
- DLOC : Détachement de liaison, observation et coordination ;
- DM : Division marocaine ;
- DMA : Détachement motorise d'Annam (10e régiment mixte d'infanterie coloniale) ;
- DMC : Détachement motorisé de Cochinchine (11e régiment d'infanterie coloniale) ;
- DMD : Délégué militaire départemental ;
- DML : Détachement motorise de la Légion (5e régiment étranger d'infanterie) ;
- DMM : Division marocaine de montagne.
- DMT :
  - Division militaire territoriale ;
  - Détachement motorisé du Tonkin (9e régiment d'infanterie coloniale).
- DOT : Défense opérationnelle du territoire ;
- DP : Division parachutiste ;
- DPIF : Direction, Point à atteindre, Itinéraire, Formation (pour un déplacement en groupe au sol) ;
- DPMAT : Direction du personnel militaire de l'Armée de terre (remplacé par DRHAT) ;
- DPMM : Direction du Personnel militaire de marine ;
- DPSD : Direction de la protection et de la sécurité de la Défense (devenu la DRSD) ;
- DRHAAE: Direction des ressources humaines de l'Armée de l'air et de l'espace ;
- DRHAT : Direction des ressources humaines de l'Armée de terre ;
- DRL : Division Restauration Logement ;
- DRM : Direction du Renseignement militaire ;
- DRSD : Direction du renseignement et de la sécurité de la Défense ;
- DSAE : Direction de la sécurité aéronautique d'État ;
- DSAé : Division des spécialités aéronautiques ;
- DST : Détachement de soutien temporaire ;
- DV : Directeur des vols ;
- DZ : Drop zone (zone de largage).

### E
- Haut – A
- B
- C
- D
- E
- F
- G
- H
- I
- J
- K
- L
- M
- N
- O
- P
- Q
- R
- S
- T
- U
- V
- W
- X
- Y
- Z

- EAA : Entrepôt de l'Armée de l'air ;
- EAAO : Escadre aérienne d'appui aux opérations
- EAC : École d'aviation de chasse ;
- EAE : École de l'air et de l'espace ;
- EAI : École d'application d'infanterie ;
- EAM : Escale Aérienne Militaire ;
- EAT : École d'Application des Transmissions
- EB : Escadron de Bombardement ;
- EBG : Engin blindé du génie ;
- EBR : Engin Blindé de Reconnaissance ;
- EBRC : Engin blindé de reconnaissance et de combat aussi appelé Jaguar ;
- EC : Escadron de Chasse ;
- ECASGN : Établissement central de l'administration et du soutien de la gendarmerie nationale ;
- ECL : Escadron de Commandement et de Logistique ;
- ECMJ : Escadrille de Chasse Multiplace de Jour ;
- ECN : Escadrille de Chasse de Nuit ;
- ECPA : Etablissement Cinématographique et Photographique des Armées
- ECPAD : Établissement de Communication et de Production Audiovisuelle de la Défense ;
- ECR : Escadron de circulation routière ;
- ECTT : escadre de chasse tout temps / escadron de chasse tout temps ;
- EDAC : Escadron Divisionnaire Anti Char ;
- EDCA : escadron de détection et de contrôle aéroporté ;
- EDIC : Engin de Débarquement d'Infanterie et de Chars ;
- EDNBC : Ecole de Défense Nucléaire Biologique et Chimique ;
- EDR : Escadron Divisionnaire de Réparation ;
- EDSA : escadron de défense sol air ;
- EDSR : Escadron départemental de sécurité routière ;
- EE : Escorteur d'escadre ;
- EECV : équipements électrique et commandes de vol ;
- EED : Escadron d'éclairage divisionnaire (remplacer par des EEI) ;
- EEI : Escadron d'éclairage et d'investigation (sous les ordres du general de division) ;
- EES : Escadron électronique sol ;
- EETAA : École d'Enseignement Technique de l'Armée de l'Air (Saintes, Charente-Maritime 17) ;
- EETIS : Ensemble d'Équipe Technique et d'Instruction Spécialisé ;
- EFSOAAE : École de Formation des Sous Officier de l'Armée de l'Air et de l'Espace ;
- EFT : éléments français au Tchad ;
- EGM : Escadron de gendarmerie mobile ;
- EH : Escadron d'Hélicoptères ;
- EHR : Escadron Hors Rang ;
- EICD : Engagement initial de courte durée ;
- EI : Elément d'Intervention
- EID : Escadron d'instruction au déploiement
- EIEC : Escadron d'instruction élémentaire de conduite ;
- EILD : Engagement initial de longue durée ;
- EIO : Escadron d'infrastructure en opérations
- EIR : Escadrille d'Intervention de Réserve ;
- EIR : Equipement Individuel de Raccordement
- EIV : Escadron d'instruction en vol
- ELA : Escadron de Livraison par Air ;
- ELD : Escradrille Légère de Défense ;
- ELI : Équipe légère d'intervention (ancienne dénomination des Pelotons d'intervention) ;
- ELIAS : Écartomètre Laser pour Illumination Air Sol ;
- EM : État-Major ;
- EMA : État-Major des Armées ;
- EMAAE : État-Major de l'Armée de l'Air et de l'Espace ;
- EMAT : État-Major de l'Armée de Terre ;
- EMB : Écoles militaires de Bourges ;
- EMC : Escadron de Mitrailleuses et Canons ;
- EMD : En mesures de ;
- EME : Escadron de Mitrailleuses et d'Engins d'Accompagnement ;
- EMF :
  - État-Major de Force ;
  - École militaire de la Flotte.
- EMHM : École Militaire de Haute Montagne ;
- EMIA :
  - École Militaire InterArmes ;
  - État-Major InterArmées.
- EMM : État-Major de la Marine ;
- EMSEC : Électromécanicien de sécurité (Pompier Naval) ;
- EMT : État-Major Tactique ;
- EN : Engin Nucléaire ;
- ENE : Élément non endivisionné ;
- ENSIM : École nationale supérieure des ingénieurs de l'infrastructure militaire.
- EO :
  - Escadrille d'Observation ;
  - Élève-officier.
- EOA : Élève-officier d'active ;
- EOCA : Éléments Organiques de Corps d'Armée ;
- EOD : Élément organique de déminage ;
- EOFOT : Élément Organique de la Force Opérationnelle Terrestre ;
- EOGN : École des officiers de la gendarmerie nationale ;
- EOM : Élève-officier médecin ;
- EOPAN: Élève-officier pilote de l'aéronautique navale ;
- EOR : Élève-officier de réserve ;
- EP : Escadron de Protection ou Electro-pompe (avion) ;
- EPB : Engin Porte-Blindés (tracteur Renault TRM 700-100 et semi-remorque Lohr SRPB 60) ;
- EPIDE : Établissement public d'insertion de la Défense ;
- EPIGN : Escadron parachutiste d'intervention de la Gendarmerie Nationale ;
- EPMu : Établissement principal des munitions ;
- EPS : Escadrille de Police et de Surveillance.
- ER :
  - Émetteur-Récepteur ;
  - Escadron de Reconnaissance.
- ERC : Escadrille Régionale de Chasse ;
- ERD : Équipe de réparation divisionnaire.
- ERGM :
  - Établissement de réserve générale du matériel ;
  - Escadron de réserve de Gendarmerie Mobile.
- ERM : Établissement régional du matériel ;
- ES : Escadrille Saharienne ;
- ESAG : École Supérieure d'Application du Génie ;
- ESCC : Écoles de Saint-Cyr Coëtquidan ;
- ESIC : Escadron des Systèmes d'Information et de Communication ;
- ESIE : Escadron de soutien de l'infrastructure et de l'énergie ;
- ESIOC : Escadron des systèmes d’information opérationnels et de cyberdéfense ;
- ESOG : École de sous-officiers de la gendarmerie nationale ;
- ESM : École spéciale militaire (Saint-Cyr) ;
- ESRT : Escadron de Soutien et de Ravitaillement Technique. Anciennement ERT ;
- ESTA : Escadron de Soutien Technique Aéronautique ;
- ESTC : Escadron de Soutien Technique Commun. Anciennement GERMaC ;
- ESTOMAC : Ennemi, Secteur-de-surveillance, Terrain-à-surveiller, Ouverture-du-feu, Moyens-d-alerte, Amis, Chef (moyen mnémotechnique utilisé au combat) ;
- ESTS : Escadron de Soutien Technique Spécialisé (en voie de disparition, remplacé par la structure ESTA). Anciennement GERMaS (Gestion Entretient Réparation des Matériels Spécialisés) ;
- ET : Escadron de Transport ;
- ETAMAT : Établissement du matériel ;
- ETB : Escadron de Transport de Blindés ;
- ETOM : Escadron de Transport Outre Mer ;
- ETRB : Escadron de Transbordement ;
- EV ou EDV ou EP : enregistreur de vol ou enseigne de vaisseau ;
- EV1 : Enseigne de Vaisseau 1re classe ;
- EV2 : Enseigne de Vaisseau 2e classe ;
- EVASAN : Évacuation sanitaire ;
- EVAT : Engagé Volontaire de l'Armée de Terre ;
- EVSO : Engagé Volontaire Sous-Officier ;
- EVTO : Évaluation Technico-Opérationnelle[11].

### F
- Haut – A
- B
- C
- D
- E
- F
- G
- H
- I
- J
- K
- L
- M
- N
- O
- P
- Q
- R
- S
- T
- U
- V
- W
- X
- Y
- Z

•FRAGO : Fragmentary order
- FA : Force aérienne.
- FAA :
  - Forces Armées aux Antilles ;
  - Frégate anti aérienne.
- FAC : Forward Air Controller ;
- FAG : Forces Armées en Guyane ;
- FAMAS ou FA-MAS : Fusil d'assaut de la manufacture d'armes de Saint-Étienne ;
- FAMMAC : Fédération des associations de marins et marins anciens combattants ;
- FAN : Force d'action navale ;
- FAMMAC : Fédération des associations de marins et marins anciens combattants ;
- FAR : Force d'Action Rapide ;
- FAS : Forces aériennes stratégiques ;
- FASM : Frégate Anti sous marine ;
- FELIN : Fantassin à équipements et liaisons intégrés ;
- FEM : Filet-écran multispectral ;
- FFA : Forces Françaises en Allemagne ;
- FFECSA : Forces Françaises et Éléments Civils Stationnés en Allemagne ;
- FFOMECBLOT : Fond, Forme, Ombre, Mouvement, Éclat, Couleur, Bruit, Lumière, Odeur, Trace (moyen mnémotechnique d'enseignement du camouflage) ;
- FFSA : Forces Françaises Stationnées en Allemagne.
- FGE :
  - Force de Gendarmerie Européenne ;
  - Formation Générale Élémentaire.
- FGMI : Force de Gendarmerie Mobile et d'Intervention ;
- FINEX : Fin d'exercice ;
- FIT : Fiche d'intervention technique ;
- FLF : Frégate légère furtive ou frégate type La Fayette.
- FM :
  - Fusil mitrailleur ;
  - fiche matricule ou fiche matricule équipement.
- FME : fiche matricule ou fiche matricule équipement ;
- FMF : Forces maritimes françaises ;
- FMIR : formation militaire initiale de réserve (remplacée depuis l'automne 2017 par la PMR-FCR) ;
- FMN : Forces maritimes du Nord ;
- FNOM : Fédération nationale des officiers mariniers ;
- FOB : Foward Opération Base (base d'observation avancée)[6] ;
- FOD : Foreign Objet Damage, corps étranger traînant par terre (piste et parking) pouvant être aspiré par un réacteur ;
- FORAD : Force Adverse ;
- FORFUSCO : Force maritime des fusiliers marins et commandos ;
- FORT : Formation opérationnelle du réserviste territorial ;
- FOST : Forces océaniques stratégiques (Dissuasion nucléaire sous-marine assurée par les SNLE) ;
- FOT : Force Opérationnelle Terrestre ;
- FPC : Fiche de prise en compte[9] ;
- FPS : Force de Protection et de Secours ;
- FRAD : Formateur relais anti-drogue ;
- FREMM : Frégate européenne multi-missions ;
- FS : Force Spécial ;
- FSA : Fusil semi-automatique ;
- FSI : Force de Sécurité Intérieure ;
- FTA : Forces territoriales antiaériennes ;
- FUSCO : Fusilier commando ;
- FV : Fusilier voltigeur.

### G
- Haut – A
- B
- C
- D
- E
- F
- G
- H
- I
- J
- K
- L
- M
- N
- O
- P
- Q
- R
- S
- T
- U
- V
- W
- X
- Y
- Z

- G2 :officier chargé du renseignement dans un état-major (division, armée, ... )
- GA :
  - Groupe d'armées ;
  - Groupe d'Artillerie ;
  - Gendarme auxiliaire ;
  - Général d'armée.
- GAC : Groupe d'armées du Centre
- GAE
  - Groupe d'armées de l'Est
  - Gendarmerie de l'air et de l'espace
- GAir : Gendarmerie de l'air ;
- Gal : Général.
- GAM :
  - Groupe Aérien Mixte ;
  - Gendarme Auxiliaire Maritime ;
  - Groupe d'automitrailleuses ;
  - groupement aéromobile.
- GAMAC : Groupe d'autos-mitrailleuses et autos-canons.
- GAN :
  - Groupement d’Afrique du nord ;
  - Groupe d'armées du Nord ;
  - Groupe Aéro-Naval (un porte-avions et les navires qui l’accompagnent).
- GAO : Groupe Aérien d'Observation.
- GAR :
  - Général d'armée ;
  - Groupe d'armées de réserve.
- GARC : groupe aérien régional de chasse ;
- GARM : Gendarmerie de l'armement ;
- GAT : Groupe d'aviation de transport ;
- GAV : gendarme adjoint volontaire ;
- GB : Groupe de bombardement.
- GBA :
  - Général de Brigade Aérienne ;
  - Groupe de Bombardement d'Assaut.
- GBC : groupe de bataillon de chars ;
- GBCC : groupe de bataillons de chars de combat ;
- GBGM : Groupement blindé de gendarmerie mobile ;
- GBR : Général de brigade.
- GC :
  - Groupement cuirassé ;
  - Groupe de Chasse ;
  - Groupe de Combat.
- GCA : Général de corps d'armée ;
- GCAT : Groupe Cynophile de l'Armée de Terre (132e à Suippes) ;
- GCM : Groupement de Commandos de Montagne.
- GCP :
  - Groupe de chasseurs portés ;
  - Groupement des Commandos Parachutistes.
- GCR : Groupe de Circulation Routière.
- GD :
  - Groupement Divisionnaire ;
  - Gendarmerie départementale.
- GDI : Général de division ;
- GDNBC: Groupe de Défense Nucléaire, Biologique et Chimique ( en 2005 devient le 2e RDNBC)
- GE : Groupe Echelon ;
- GE40 : Groupe d'Escadron à 40 chars ;
- GED : Groupe d'Exploitation Divisionnaire ;
- GFC : Groupe Franc de Cavalerie ;
- GFML : Groupement des Forces Mobiles du Levant ;
- GGD : Groupement de gendarmerie départementale ;
- GGDM : Groupe de Guerre Des Mines ;
- GGM : Groupement de gendarmerie mobile ;
- GIA : Groupe d'Infanterie de l'Air ;
- GIABSE : Groupement d'Instruction de l'Aviation de Bombardement du Sud-Est.
- GIAT :
  - Groupe d'Intervention de l'Armée de Terre ;
  - Groupement Industriel des Armements Terrestres.
- GIC : Groupe d'investigation cynophile, unité de la Gendarmerie française ;
- GIE
  - Groupe interarmes embarqué ;
  - Gendarmerie ;
- GIGN : Groupe d'intervention de la gendarmerie nationale ;
- GISCA : Groupement d'Intervention et de Sûreté de Corps-d'Armée ;
- GLAM : Groupe de Liaisons Aériennes Ministérielles (dépend de l'armée de l'air) ;
- GLCAT : Groupe Logistique du Commissariat de l'Armée de Terre ;
- GM : Groupe de Marche ;
- GMob : Garde mobile (guerre 1870) ;
- GM : Gendarmerie mobile ;
- GMAR : Gendarmerie maritime ;
- GMP : Gouverneur militaire de Paris ;
- GMR : Garde mobile républicaine.
- GMS :
  - Groupement de Missiles Stratégiques ;
  - Groupement Mobile de Soutien.
- GMu : groupement munitions ;
- GNA : Groupement nord-africain ;
- GND : Gendarme ;
- GPB : Gilet pare-balles ;
- GP : Groupe de Protection ;
- GQG : Grand Quartier Général.
- GR :
  - Garde républicaine ;
  - Groupe de Reconnaissance.
- GRCA : Groupe de Reconnaissance de Corps d'Armée ;
- GRD : Garde républicain ;
- GRDI : Groupe de Reconnaissance de Division d'Infanterie ;
- GRI : Groupement de recueil de l'information ;
- GRICA : Groupement de Reconnaissance et d'Intervention de Corps-d'Armée ;
- GRRF : Groupe de Reconnaissance de Région Fortifiée.
- GRS :
  - Groupement de Recherches Sous-marines de la Marine nationale ;
  - Groupement de Recrutement et de Sélection.
- GSA : Groupement de Soutien Avancé.
- GSAN :
  - Gendarmerie de la sécurité des armements nucléaires ;
  - Groupement Sanitaire.
- GSBdD : Groupement de Soutien de la Base de Défense ;
- GSD : Groupe Sanitaire Divisionnaire ;
- GT : Groupe de Transport ;
- GTA : Gendarmerie des transports aériens ;
- GTIA : groupement tactique interarmes ;
- GTM : Groupement de Tabors marocains
- GTO : groupement de transport opérationnel ;
- GTSA : Groupement de Transit Sanitaire de Soutien ;
- GU : Grande unité ;
- GUI : Groupe d'Unités d'Instruction ;
- GV : Grenadier voltigeur ;
- GVC : Garde-Voies et Communications.

### H
- Haut – A
- B
- C
- D
- E
- F
- G
- H
- I
- J
- K
- L
- M
- N
- O
- P
- Q
- R
- S
- T
- U
- V
- W
- X
- Y
- Z

- HOE : Hôpital, hôpitaux, d'origine d'étapes (durant la Grande Guerre) ;
- HIA : Hôpital d'Instruction des Armées.

### I
- Haut – A
- B
- C
- D
- E
- F
- G
- H
- I
- J
- K
- L
- M
- N
- O
- P
- Q
- R
- S
- T
- U
- V
- W
- X
- Y
- Z

- IA : 
  - ingénieur de l'armement
  - indisponibilité accidentelle ;
- ICA : ingénieur en chef de l'armement ;
- ICC : Instruction Complémentaire de Conduite ;
- ICD : ingénieur civil de la défense ;
- ICETA : ingénieur en chef des études et techniques de l'armement ;
- ID : infanterie divisionnaire ;
- IDEF : Ingénieur divisionnaire d'études et de fabrications ;
- IE : indisponibilité pour entretien ;
- IEF : Ingénieur d'études et de fabrications ;
- IETA : ingénieur des études et techniques de l'armement ;
- IETTM : ingénieur des études et techniques de travaux maritimes ;
- IG : inspection générale ;
- IGA : ingénieur général de l'armement ;
- IGeSA : institution de gestion sociale des armées ;
- IGETA : ingénieur général des études et techniques de l'armement ;
- IGGN : inspection générale de la gendarmerie nationale ;
- IHEDN : Institut des hautes études de Défense nationale ;
- IIP (ou I2P) : instructeur en intervention professionnelle ;
- IL : intensification lumineuse ;
- IO : Intervention offensive ;
- IPA : ingénieur principal de l'armement ;
- IPETA : ingénieur principal des études et techniques de l'armement ;
- IPER : Indisponibilité périodique pour entretien et réparation ;
- IRCGN : Institut de recherche criminelle de la gendarmerie nationale ;
- ISTC : instruction sur le tir de combat.

### J
- Haut – A
- B
- C
- D
- E
- F
- G
- H
- I
- J
- K
- L
- M
- N
- O
- P
- Q
- R
- S
- T
- U
- V
- W
- X
- Y
- Z

- JMO : Journaux des marches et des opérations ;
- JORF : Journal officiel de la République française ;
- JVN : Jumelles de vision nocturne.

### L
- Haut – A
- B
- C
- D
- E
- F
- G
- H
- I
- J
- K
- L
- M
- N
- O
- P
- Q
- R
- S
- T
- U
- V
- W
- X
- Y
- Z

- LAATA : Lutte Anti Aérienne Toute Arme ;
- LATTA : Lutte Antiaérienne des Troupes Toutes Armes (auto-défense)
- LCL : Lieutenant-colonel ;
- LE : Légion étrangère ;
- LGI : Lance Grenades Individuel ;
- LPA : Livraison par air ;
- LRAC : Lance Roquettes Anti-Chars ;
- LRM : Lance-roquettes multiple ;
- LRU : Lance-roquettes unitaire ;
- LTN : Lieutenant ;
- LTT : Lieutenant ;
- LV : Lieutenant de vaisseau.

### M
- Haut – A
- B
- C
- D
- E
- F
- G
- H
- I
- J
- K
- L
- M
- N
- O
- P
- Q
- R
- S
- T
- U
- V
- W
- X
- Y
- Z

- M01 : Matelot 1re Classe ;
- M02 : Matelot 2de Classe ;
- M/C : Médecin-Chef (fonction) ;
- MAB : Manufacture d'armes de Bayonne ;
- MAC : Manufacture d'armes de Châtellerault ;
- MAJ : Major ;
- MAPOM : Marins Pompiers de Marseille ;
- MARPO : Marins Pompiers (autres affectations) ;
- MAS : Manufacture d'armes de Saint-Étienne ;
- MASA : Mesures Actives de Sûreté Aérienne.
- MAT :
  - Manufacture d'armes de Tulle ;
  - MAtériel Terrestre.
- MCF : Mise en condition finale ;
- MCD : Mission de coopération de défense ;
- MCO : Maintien en Conditions Opérationnelles ;
- MCV : module de chirurgie vitale ;
- MDA : Médecin Des Armées CNE ;
- MDC :
  - Médecin en Chef (LCL ou COL) ;
  - Maréchal des Logis-Chef ;
- MDL : Maréchal des logis ;
- MDLC : Maréchal des logis-chef[5] ;
- MDP : Médecin Principal CDT ;
- MDR : Militaire du rang ;
- MEP : Mise en Condition avant Projection ;
- MEPHISTO : Module Elevateur Panoramique Hot Installé Sur Tourelle Orientable ;
- ME : « Mike Echo » en alphabet phonétique, mauvais esprit ;
- MEDO : Méthode d'Elaboration d'une Décision Opérationnelle ;
- MEDOT : Méthode d'Élaboration d'une Décision Opérationnelle Tactique ;
- MG :
  - Médecin Général ;
  - Mitrailleuse/ lance Grenade ;
- MIAPEFDR : Mine antipersonnel à effet dirigé ;
- MICAM : Mission de Contrôle et d'Appui de la Maintenance ;
- MINARM : Ministère des Armées (anciennement MINDEF, Ministère de la Défense).
- MIP :
  - Moniteur d'intervention professionnelle ;
  - Module d'insertion de paramètres.
- MISSREP : Mission Report ;
- MITAC : « Matériel Inconnu Touche À ton Cul » ;
- MJR : Major ;
- Mle : Modèle ;
- Mlot : Matelot ;
- MM : Manuel de Maintenance ;
- MNE : Modèle Numérique d'Elévation ;
- MNS : Modèle Numérique de Sursol ;
- MNT : Modèle Numérique de Terrain ;
- MO : Maintien de l'ordre ;
- Mob 16 : Mobiles de la Charente (guerre 1870) ;
- Mob 38 : Mobiles de l'Isère (guerre 1870) ;
- Mob 49 : Mobiles du Maine-et-Loire (guerre 1870) ;
- Mob 53 : Mobiles de la Mayenne (guerre 1870) ;
- Mob 64 : Mobiles des Basses-Pyrénées (guerre 1870) ;
- Mob 86 : Mobiles de la Vienne (guerre 1870) ;
- Mob 87 : Mobiles de la Haute-Vienne (guerre 1870).
- MP :
  - Military Police ;
  - Maître Principal.
- MPG : Moyen polyvalent du génie ;
- MPF : moyens plateforme ;
- MPLF : Mort Pour La France ;
- MRM : Maintenance Resource Management ;
- MRS : Marsouin ;
- MRT : Méthode de Raisonnement Tactique ;
- MSAC : Mort en Service Aérien Commandé.
- MT :
  - Maître ;
  - Manuel Technique.
- MTA : Militaire Technicien de l'Air ;
- MTBA : Moyen de Télécommunication des Bases Aériennes ;
- MTGT : Moyens de Transmission des Garnisons de l’armée de Terre ;
- Mtr : Mortier.

### N
- Haut – A
- B
- C
- D
- E
- F
- G
- H
- I
- J
- K
- L
- M
- N
- O
- P
- Q
- R
- S
- T
- U
- V
- W
- X
- Y
- Z

- NAVIT : Navigateur Timonier ;
- NAVRES : Navigation en eaux Resserrées ;
- NBC : Nucléaire Biologique Chimique (menace) ;
- NF : Notice de Fonctionnement ;
- NNO : Numéro de Nomenclature OTAN ;
- NOSA : navigateur officier systèmes d'armes ;
- NRBC : Nucléaire Radiologique Biologique Chimique ;
- NTI : Niveau Technique d'Intervention ;
- NTR : Nothing To Report (R.A.S).

### O
- Haut – A
- B
- C
- D
- E
- F
- G
- H
- I
- J
- K
- L
- M
- N
- O
- P
- Q
- R
- S
- T
- U
- V
- W
- X
- Y
- Z

- OA : Officier Adjoint ;
- OAE : Organe accessoire équipement ;
- OAST : Officier Adjoint des Services Techniques (l'adjoint du COMTECH) ;
- OAT : Officier Adjoint Technique ;
- OCTAA : Officier du Corps Technique et Administratif de l'Armement ;
- OCTAAM : Officier du corps technique et administratif des Affaires maritimes ;
- OCTAGN : Officier du corps technique et administratif de la gendarmerie nationale ;
- OCTAM : Officier du Corps Technique et Administratif de la Marine ;
- OCTASSA : officier du corps technique et administratif du service de santé des armées ;
- OIA : Organisme interarmées ;
- OM : Officier-marinier / Outre-Mer / Ordre de mission ;
- OMLT : Operational Mentoring Liaison Team. En français : Équipe de Liaison et de Mentorat Opérationnel (ELMO) ;
- OMP : Officier du Ministère Public ;
- OMS : Officier-marinier supérieur ;
- ONACVG : Office national des anciens combattants et victimes de guerre
- OP : Officier de Permanence ;
- OPC : Officier de Permanence Commandement ;
- OPEX : OPérations EXtérieures ;
- OPINT : OPérations INTérieures ;
- OPJ : Officier de Police Judiciaire ;
- OPJTC : Officier de Police Judiciaire Territorialement Compétent ;
- OPO : Officier de Permanence Opérationnelle[9] ;
- OPS : Opérations ;
- OS : Ordre Serré ;
- OSA : Officier Supérieur Adjoint ;
- OSC : Officier Sous Contrat ;
- OSV : ordre de sortie véhicule ou officier de sécurité des vols.

### P
- Haut – A
- B
- C
- D
- E
- F
- G
- H
- I
- J
- K
- L
- M
- N
- O
- P
- Q
- R
- S
- T
- U
- V
- W
- X
- Y
- Z

- PA :
  - Pistolet Automatique ;
  - Point d'Appui.
- PAD :
  - Peloton d’Appui direct ;
  - Parc d’artillerie divisionnaire ;
  - Présentation au Drapeau.
- PAF : Poste d’Accueil et de Filtrage.
- PAM :
  - Plan Annuel de Mutation ;
  - Premier à marcher[9] ;
  - Personnel Armement Matériel.
- PAMAC : Pistolet Automatique Manufacture d'Armes de Châtellerault ;
- PAMAS : Pistolet Automatique  Manufacture d'Armes de Saint-Étienne ;
- PANASE : Porter un message, appuyer, neutraliser/détruire, assurer la liaison, surveiller, éclairer (Mission de l'équipe) ;
- PATC : Permission à Titre de Convalescence[12].
- PC :
  - Poste de commandement ou poste de coordination ;
  - Post Combustion ;
  - Parcours du Combattant (ancien nom, aujourd'hui PO, pour Parcours d'Obstacles).
- PCFL : Poste de Commandement de la Force Logistique
- PCMR : Poste de commandement moyens réservés ;
- PCO : Première capacité opérationnelle (agrément)[13],[Alpha 1] ;
- PCSN : Poste de Coordination de Sécurité Nucléaire ;
- PCT : Poste de Conduite de Tir (concerne les anciens missiles SSBS) ;
- PCU : Poste de commandement unique ;
- PDL-CT(S) : Pod de Désignation Laser - Caméra Thermique (Synergie).
- PDS : Point De Situation
- PEB :
  - Porte Engins Blindés ;
  - Peloton d’Élèves Brigadiers (Gendarmerie).
- PEG : Peloton d’Élèves Gradés ;
- PESO : Peloton d’Élèves Sous-Officiers ;
- PFAT : Personnel féminin de l’Armée de terre ;
- PG : Prisonnier de guerre ;
- PGHM : Peloton de gendarmerie de haute montagne ;
- PHR : Peloton hors-rang, composante d'un Escadron de gendarmerie mobile ;
- PI : Peloton d'intervention ;
- PI2G : Peloton d'intervention de deuxième génération ou Peloton d'Intervention Interrégional de la Gendarmerie ;
- PIM : Pilote en Instruction Militaire ;
- PJGN : Pôle Judiciaire de la Gendarmerie Nationale, unité qui regroupe le STRJD et l'IRCGN ;
- PK : Point kilométrique ;
- PLD : Permission Longue Durée.
- PM :
  - Pistolet Mitrailleur ;
  - Préparation Militaire ;
  - Premier Maitre.
- PMG : Préparation Militaire Gendarmerie ;
- PMIPDN : Préparation militaire d'initiation ou de perfectionnement à la Défense Nationale ;
- PMM : Préparation Militaire Marine ;
- PMP : Préparation Militaire Parachutiste ;
- PMR : Préparation Militaire Réserve (associée à une FCR : formation complémentaire du réserviste), qui remplace la FMIR ;
- PMS : Préparation Militaire Supérieure ;
- PMSG : Préparation Militaire Supérieure Gendarmerie ;
- PMSPCP : Place Mission Secteur de surveillance ou de tir Point particulier Conduite à tenir Place du chef de groupe ;
- PN : Personnel Navigant ;
- PNIA : Plan de Numérotation Interne aux Armées[14] ;
- PNN : Personnel Non Navigant.
- PO :
  - Parcours d'Obstacles (anciennement PC, pour Parcours du combattant) ;
  - Pilote opérationnel ou Permanence opérationnelle.
- POC : Point of contact (Point de contact) ;
- PPGARDCOCOME : Progresser, se Protéger, Garder la liaison, Apprécier une distance, Rendre compte, Désigner un objectif, Communiquer, Observer, se Camoufler, s'Orienter, Mettre en œuvre son armement, s'Équiper (12 actes réflexes du combattant) ;
- PSD : Poste sanitaire divisionnaire ;
- PSIG : Peloton de surveillance et d'intervention de la gendarmerie ;
- PSO : Président des Sous-Officiers ;
- PSPG : Peloton spécialisé de protection de la gendarmerie ;
- PUI : Plan d'Urgence Interne.

### Q
- Haut – A
- B
- C
- D
- E
- F
- G
- H
- I
- J
- K
- L
- M
- N
- O
- P
- Q
- R
- S
- T
- U
- V
- W
- X
- Y
- Z

- QG : Quartier Général ;
- QM1 : Quartier Maître 1re Classe ;
- QM2 : Quartier Maître 2e Classe.
- QMM :
  - Quartier Maître Maistrancier ;
  - Quartiers Maîtres et Matelots.
- QRF : Quick Response Force (Force d'intervention rapide)[6].

### R
- Haut – A
- B
- C
- D
- E
- F
- G
- H
- I
- J
- K
- L
- M
- N
- O
- P
- Q
- R
- S
- T
- U
- V
- W
- X
- Y
- Z

- R : Récepteur ;
- RA : Régiment d'Artillerie ;
- RAA : Régiment d'Artillerie d'Afrique.
- RAC :
  - Régiment d'Artillerie Coloniale ;
  - Régiment d'Artillerie de Campagne ;
  - Roquette anti-chars.
- RACMM : Régiment d'Artillerie Coloniale Mixte Malgache ;
- RACP : Régiment d'Artillerie de Campagne Porté ;
- RACTTT : Régiment d'Artillerie de Campagne à Tracteurs Tout Terrain ;
- RAD : Régiment d'Artillerie Divisionnaire ;
- RADCA : Régiment d'Artillerie de Défense Contre Aéronefs.
- RADT :
  - Régiment d'Artillerie Divisionnaire Territorial ;
  - Régiment d'Artillerie Lourde Divisionnaire Territorial.
- RAF : Rien au fichier. Formule employée auprès des gendarmes pour signaler que la personne n'a pas d’antécédents judiciaires[9] ;
- RAL : Régiment d'Artillerie Lourde ;
- RALA : Régiment d'Artillerie Lourde Automobile ;
- RALC : Régiment d'Artillerie Lourde Coloniale ;
- RALCH : Régiment d'Artillerie Lourde Coloniale Hippomobile ;
- RALCMM : Régiment d'Artillerie Lourde Coloniale Mixte Malgache ;
- RALD : Régiment d'Artillerie Lourde Divisionnaire ;
- RALGP : Régiment d'Artillerie Lourde à Grande Puissance ;
- RALH : Régiment d'Artillerie Lourde Hippomobile ;
- RALHC : Régiment d'Artillerie Lourde Hippomobile Coloniale ;
- RALP : Régiment d'Artillerie Lourde Portée ;
- RALT : Régiment d'Artillerie Lourde à Tracteurs ;
- RALVF : Régiment d'Artillerie Lourde sur Voie Ferrée.
- RAM :
  - Régiment d'Automitrailleuses ;
  - Ravitaillement A la Mer ;
  - Régiment d'Artillerie de Montagne.
- RAMa : Régiment d'Artillerie de Marine.
- RAMD :
  - Régiment d'Artillerie Mixte Divisionnaire ;
  - Régiment d'Artillerie Mobile de Forteresse.
- RAMSES : Réseau Amont Maillé Stratégique Et de Survie ;
- RANA : Régiment d'Artillerie Nord-Africaine.
- RAP :
  - Régiment d'Artillerie à Pied ;
  - Régiment d'Artillerie de Position ;
  - Régiment d'Artillerie Portée ;
  - Régiment d'Artillerie Parachutiste.
- RAPAS : Recherche AéroPortée et Actions Spéciales ;
- RARF : Régiment d'Artillerie de Région Fortifiée ;
- RAT : Régiment d'Artillerie de Tranchée ;
- RATAC : RAdar de Tir d'Artillerie de Campagne ;
- RATTT : Régiment d'Artillerie à Tracteurs Tous Terrains ;
- RBRR : Régiment blindé de recherche de renseignements ;
- RC : Régiment de Cuirassiers ;
- RCA : Régiment de Chasseurs d'Afrique ;
- RCB : Régiment de Chars Blindés.
- RCC :
  - Régiment de Chars de Combat ;
  - Réserve citoyenne cyberdéfense.
- RCD : Réserve opérationnelle de cyberdéfense ;
- RCG : Régiment Colonial du Génie ;
- RCh : Régiment de Chasseurs (à cheval) ;
- RCIR : Ration Combat Individuelle Réchauffable ;
- RCP : Régiment de Chasseurs Parachutistes ;
- RCR : Régiment de Circulation Routière ;
- RD : Régiment de Dragons.
- RDC :
  - Radié Du Corps ;
  - réparation des dommages du temps de crise.
- RDN : Revue défense nationale ;
- RDNBC: Régiment de Dragon, Nucléaire, Radiologique, Biologique et Chimique.
- RDG : Règlement de discipline générale.
- RDP :
  - Régiment de Dragons Portés ;
  - Régiment de Dragons Parachutistes.
- REC : Régiment Étranger de Cavalerie ;
- REG : Régiment Étranger de Génie ;
- REI : Régiment Étranger d'Infanterie ;
- REP : Régiment Étranger de Parachutiste
- RESCO / ReSCo : Recherche et sauvetage au combat (correspond au CSAR : (en) combat search and rescue) ;
- RETEX : Retour d'expérience ;
- RF : Région Fortifiée.
- RG :
  - Régiment du Génie ;
  - Région de Gendarmerie.
- RGA :
  - Réserve Générale d'Artillerie ;
  - Régiment du Génie de l'Air.
- RGALS : Région de Gendarmerie d'Alsace ;
- RGAQ : Région de Gendarmerie d'Aquitaine ;
- RGAUV : Région de Gendarmerie d'Auvergne ;
- RGBN : Région de Gendarmerie de Basse-Normandie ;
- RGBOUR : Région de Gendarmerie de Bourgogne ;
- RGBRET : Région de Gendarmerie de Bretagne ;
- RGCA : Région de Gendarmerie de Champagne-Ardenne ;
- RGCENT : Région de Gendarmerie du Centre ;
- RGCOR : Région de Gendarmerie de Corse ;
- RGFC : Région de Gendarmerie de Franche-Comté ;
- RGHN : Région de Gendarmerie de Haute-Normandie ;
- RGIF : Région de Gendarmerie d'Île-de-France ;
- RGLIM : Région de Gendarmerie du Limousin ;
- RGLOR : Région de Gendarmerie de Lorraine ;
- RGLR : Région de Gendarmerie de Languedoc-Roussillon ;
- RGMP : Région de Gendarmerie de Midi-Pyrénées ;
- RGNPC : Région de Gendarmerie du Nord-Pas-de-Calais ;
- RGP : Régiment de Génie Parachutiste ;
- RGPACA : Région de Gendarmerie de Provence-Alpes-Côte d'Azur ;
- RGPC : Région de Gendarmerie de Poitou-Charentes ;
- RGPIC : Région de Gendarmerie de Picardie ;
- RGPL : Région de Gendarmerie des Pays de Loire ;
- RGRA : Région de Gendarmerie de Rhône-Alpes ;
- RGT : Régiment ;
- RH : Régiment de Hussards
- RHC : Régiment d'Hélicoptères de Combat ;
- RHP : Régiment de Hussards Parachutistes ;
- RI : Régiment d'Infanterie ;
- RIA : Régiment d'Infanterie Alpine ;
- RIC : Régiment d'Infanterie Coloniale ;
- RICCA : Régiment d'Infanterie et de Commandement de Corps d'Armée.
- RICM :
  - Régiment d'Infanterie Coloniale du Maroc ;
  - Régiment d’Infanterie Char de Marine.
- RICMS : Régiment d'Infanterie Coloniale Mixte Sénégalais ;
- RIF : Régiment d'infanterie de forteresse ;
- RIMa : Régiment d'Infanterie de Marine ;
- RITA : Réseau Intégré des Transmissions Automatiques ;
- RITTER : Réseau Intégré des Transmissions de l’armée de TERre ;
- RLA : Régiment de Livraison par Air ;
- RM : Région Militaire ;
- RMAT : Régiment du MATériel ;
- RMD : Région Militaire de Défense.
- RMIC :
  - Régiment Mixte d'Infanterie Coloniale ;
  - Régiment de Mitrailleurs d'Infanterie Coloniale.
- RMM : Régiment Mixte Malgache ;
- RMSM : 1er régiment de marche de spahis marocains ;
- RMT : Régiment de marche du Tchad ;
- RMVE : Régiment de marche de volontaires étrangers ;
- RO : Rétablissement de l'ordre ;
- RP : Régiment de pionniers ;
- RPC : Régiment de pionniers coloniaux ;
- RPIMa : Régiment de parachutistes d’infanterie de marine ;
- RPL : Reservoir pendulaire largable (voir aussi CRP) ;
- RR : Régiment régional.
- RRT :
  - Régiment régional de travailleurs ;
  - Régiment de réserve territoriale.
- RSA : Régiment de spahis algériens ;
- RSM : Régiment de spahis marocains ;
- RSMA : Régiment du service militaire adapté ;
- RST : Régiment de spahis tunisiens.
- RT :
  - Régiment de travailleurs ;
  - (ou RTRS) Régiment de transmissions ;
  - (ou RTRN) Régiment du train ;
  - Régiment de travailleurs, ou régiment régional de travailleurs (RRT) ;
  - Région terre.
  - TRS : Transmetteurs
- RT/RS : Régiment du train - régiment de soutien (p. ex. 121° RT de Montlhéry).
- RTA :
  - Régiment de tirailleurs algériens ;
  - Régiment de tirailleurs annamites.
- RTB : « Return To Base » ;
- RTC : Régiment de tirailleurs cambodgiens ;
- RTI : Régiment de tirailleurs indochinois ;
- RTM : Régiment de tirailleurs marocains.
- RTS :
  - Régiment de tirailleurs sénégalais ;
  - Régiment de tirailleurs somalis.
- RTT :
  - Régiment de tirailleurs tunisiens ;
  - Régiment de tirailleurs tonkinois[réf. nécessaire].
- RVDM : Réseau voie données de la Marine ;
- RZ : Régiment de zouaves.

### S
- Haut – A
- B
- C
- D
- E
- F
- G
- H
- I
- J
- K
- L
- M
- N
- O
- P
- Q
- R
- S
- T
- U
- V
- W
- X
- Y
- Z

- SA : Secteur de l’air ;
- SCORPION : Synergie du COntact Renforcé par la Polyvalence et l’Info valorisatiON.
- SAG :
  - Section aérienne de Gendarmerie ;
  - Situation Aérienne Générale.
- SAL : Section d'avions légers ;
- SALC : Section d'avions long-courrier.
- SAS :
  - Section d'avions sanitaires ;
  - Section d'avions de sondages ;
  - Section Administrative Spécialisée ;
  - Special Air Service.
- SAT : Section Aérienne de Transport ;
- SATCP : Sol-Air Très Courte Portée ;
- SCA : Service du commissariat des armées ;
- SCH : Sergent-chef[5] ;
- SCP : Sous-chef de patrouille ;
- SD : Secteur défensif ;
- SDT : Suivi de terrain ;
- SDTI : Système de Drones Tactiques Intérimaires ;
- SEA : Service des essences des armées ;
- SEM : Secrétaire d'état-major ;
- SEME ou SEMS : section entretien des matériels d'environnement ou de servitude ;
- SER : Service entretien réparation ou Dep (dépannage) ;
- SERPAM : Système d'enregistrement et de restitution des paramètres de mission. Disquette qui se met dans un équipement de l'avion ;
- SES : Section d'Eclaireurs Skieurs ;
- SF : Secteur Fortifiée ;
- SFI : Service de fabrication de l’industrie ;
- SFP : Société française des pétroles ;
- SGA : Secrétariat général pour l'Administration ;
- SGC : Sergent-chef[5] ;
- SGT : Sergent ;
- SH : Section d'honneur ;
- SHOM : Service hydrographique et océanographique de la Marine ;
- SHR : Section hors-rang ;
- SIAé : Service industriel de l'aéronautique ;
- SID : Service d'infrastructure de la Défense ;
- SIDPC : Service Interministériel de Défense et de la Protection Civile ;
- SIMMT : Structure intégrée du maintien en condition opérationnelle des matériels terrestres ;
- SIMu : Service interarmées des munitions ;
- SIP : Sécurisation des interventions et des personnes[9] ;
- SIRACEDPC : Service Interministériel Régional des Affaires Civiles et Economiques de Défense et de Protection Civile ;
- SLAR : Side Looking Airborne Radar (Radar à visée latérale) ;
- SLPM/SLPRM : Système Local de Préparation (et Restitution) de Mission ;
- SLT : Sous-lieutenant.
- SM :
  - Section de mitrailleuses ;
  - Secrétaire Militaire ;
  - Second Maître ;
  - Service Médical.
- SMA : Service militaire adapté ;
- SMB : Structure Modulaire Balistique ;
- SMC : Service Matériel Commissariat ;
- SMV : Service militaire volontaire en France ;
- SMITer : Service de la maintenance industrielle terrestre ;
- SML : Section Mortiers Lourds ;
- SMQ : Second Maître Qualifiable.
- SNA :
  - Sous-marin Nucléaire d'Attaque ;
  - système de navigation et d'attaque.
- SNLE : Sous-marin Nucléaire Lanceur d'Engins (sous-marins de dissuasion appartenant à la FOST) ;
- SOC-R : Centre opérationnel de cybersécurité régional ;
- SOCMU : Sous-Officier Chargé du Matériel de l'Unité ;
- SOG : Sapeur ouvrier du génie ;
- SPO : Système de Préparation Opérationnelle ;
- SR : Section de recherches, unité de la Gendarmerie nationale exerçant exclusivement des missions de police judiciaire ;
- SRIO : Section de renseignements et d’intervention offensive ;
- SS : Sous-Section
- SSA : Service de Santé des Armées ;
- SSBS : Sol Sol Balistique Stratégique (Anciens missiles du Plateau d'Albion) ;
- SSIS : section sécurité incendie sauvetage (anciennement, les pompiers) ;
- SSN : Section Sécurité Nucléaire ;
- STRJD : Service technique de recherches judiciaires et documentation, organisme central de police judiciaire de la Gendarmerie nationale française ;
- SLT : Sous-lieutenant ;
- SUE : secrétariat d'unité élémentaire ;
- SV : Sécurité des vols ;
- SYDEREC : Système de dernier recours (remplace l'ancien système ASTARTE, transmissions VLF de secours de la FOST) ;
- SYRACUSE : Système de radiocommunication utilisant un Satellite.

### T
- Haut – A
- B
- C
- D
- E
- F
- G
- H
- I
- J
- K
- L
- M
- N
- O
- P
- Q
- R
- S
- T
- U
- V
- W
- X
- Y
- Z

- TA : Tableau d'avancement ;
- TACP : « Tactical Air Control Party » ;
- TAJ : Traitement des antécédents judiciaires[9] ;
- TAM : Tir Armement et Munitions ;
- TAOPM : Temps d'activité et d'obligations professionnelles des militaires (RTT des militaires) ;
- TAP : Troupes AéroPortées ;
- TAVD : Tir Au-delà de la Vue Directe ;
- TC : Train de combat ;
- TC2 : Train de Combat no 2 (logistique et réserve d'un régiment engagé dans une opération) ;
- TCD : Transport de Chalands de Débarquement ;
- TD : Tank Destroyer M10 ;
- TDM : Troupes de Marine ;
- TED : Tableau d'Effectif et de Dotation ;
- TEG : Tireur d'élite Gendarmerie
- TIG : Travail d'intérêt général ;
- TIOR : Technique d'Intervention Opérationnelle Rapprochée ;
- TLM : Tube Lance Missiles ;
- TLR : Tube Lance Roquettes ;
- TN : Tête Nucléaire ;
- TOAFN : Théâtre d'Opérations d'Afrique du Nord ;
- TOE : Théâtres d'Opérations Extérieurs ;
- TOM : Territoires d'Outre-Mer ;
- TOMO : Théâtre d'Opérations de Méditerranée Orientale ;
- TONE : Théâtre d'Opérations du Nord-Est ;
- TOSE : Théâtre d'Opérations du Sud-Est ;
- TPFA : Tribunal permanent des forces armées (supprimés en 1980) ;
- TP : Tir de précision.
- TR :
  - Train de ravitaillement ;
  - Train régimentaire.
- TRPP : Transmetteur Recepteur Phonique Portable ;
- TRM : Toutes Roues Motrices (dans TRM 2000 par exemple) ;
- TSHM: Tableau Services Hors Métropole (Mutation à l'étranger pour un séjour Outre-Mer pour les Troupes De Marine par exemple) ;
- TTA : Traité Toutes Armes (pour désigner les documents ou matériels en dotation dans l'armée de terre issus des textes de loi interarmes) ;
- TTN : Transport Toute Nature ;
- TU : Temps universel ;
- TUEM : Tableau unique de l'effectif et des matériels[6].

### U
- Haut – A
- B
- C
- D
- E
- F
- G
- H
- I
- J
- K
- L
- M
- N
- O
- P
- Q
- R
- S
- T
- U
- V
- W
- X
- Y
- Z

- UBAS : Under Body Armor Shirt ;
- UER : unité élémentaire de réserve ;
- UIISC : Unité d'instruction et d'intervention de la sécurité civile ;
- UIR : unité d'intervention de réserve ;
- USID : Unité de soutien infrastructure de la Défense.

### V
- Haut – A
- B
- C
- D
- E
- F
- G
- H
- I
- J
- K
- L
- M
- N
- O
- P
- Q
- R
- S
- T
- U
- V
- W
- X
- Y
- Z

- VA :
  - Vice-amiral ;
  - Voie Aérienne.
- VAM : Voie Aérienne Militaire ;
- VAB : Véhicule de l'avant blindé ;
- VAE : 
  - Vice-amiral d'escadre ;
  - Validation des acquis d'expérience.
- VB : Grenade ou obus Vivien-Bessières à fusil ;
- VBCI : Véhicule blindé de combat d'infanterie ;
- VBL : Véhicule blindé léger ;
- VBMR : Véhicule blindé multi-rôles aussi appelé Griffon ;
- VBMR-L : Véhicule blindé multi-rôles léger aussi appelé Serval ;
- VBRG : Véhicule blindé à roues de la Gendarmerie ;
- VdN : Vol De Nuit ;
- VF : Voie Ferrée ;
- VH : Visite Hebdomadaire ;
- VHM : Véhicule à haute mobilité ;
- VJ : Visite Journalière ;
- VL : Véhicule Léger ;
- VLRA : Véhicule Léger de Reconnaissance et d'Appui (Camions ACMAT) ;
- VLTT : Véhicule Léger Tout Terrain (Peugeot P4) ;
- VM : Voie Maritime ;
- VMP : Visite Médicale Périodique.
- VOA :
  - Volontaire Officier Aspirant ;
  - Véhicule d'Observation d'Artillerie.
- VORTEX : visualisation objective du retour d'expérience ;
- VP : Visite Périodique ;
- VR : Voie Routière ;
- VTA : Visites techniques annuelles ;
- VTB : Visualisation Tête Basse ;
- VTC : Véhicule Transport Charge (Pour transport et mise en silo de la Charge Nucléaire de l'ex missile S2 du Plateau d'Albion) ;
- VTE : Véhicule Transporteur Érecteur (pour transport et mise en silo du vecteur des anciens missiles S2 et S3 du Plateau d'Albion) ;
- VTH : Visualisation Tête Haute ;
- VTM : Visualisation Tête Moyenne ;
- VTPH : Véhicule Transport Partie Haute (pour transport et mise en silo de la Charge Nucléaire des anciens missiles S3 du Plateau d'Albion).

### W
- Haut – A
- B
- C
- D
- E
- F
- G
- H
- I
- J
- K
- L
- M
- N
- O
- P
- Q
- R
- S
- T
- U
- V
- W
- X
- Y
- Z

### X
- Haut – A
- B
- C
- D
- E
- F
- G
- H
- I
- J
- K
- L
- M
- N
- O
- P
- Q
- R
- S
- T
- U
- V
- W
- X
- Y
- Z

- X :

### Z
- Haut – A
- B
- C
- D
- E
- F
- G
- H
- I
- J
- K
- L
- M
- N
- O
- P
- Q
- R
- S
- T
- U
- V
- W
- X
- Y
- Z

- ZA : Zone d'Atterrissage ;
- ZDA : zone de défense aérienne ;
- ZDHS : Zone de défense hautement sensible ;
- ZL : Zone de Lancement (Concerne les anciens missiles SSBS) ;
- ZMD : Zone Militaire de Défense ;
- ZMS : Zone Militaire Sensible ;
- ZMS-PCP : zone, mission, surveillance - place du chef, conduite à tenir et points particuliers (ordre statique du chef de groupe) ;
- ZOAA : Zone d'Opérations Aériennes des Alpes ;
- ZOAC : Zone d'Opérations Aériennes Centre ;
- ZOAE : Zone d'Opérations Aériennes Est ;
- ZOAN : Zone d'Opérations Aériennes Nord ;
- ZOAS : Zone d'Opérations Aériennes Sud ;
- ZP : Zone Protégée ;
- ZRA : Zone de Regroupement et d’Attente.
- ZRT :
  - Zone de Ravitaillement Transport ;
  - Zone Réglementée Temporaire.
- ZSP : Zone de sécurité prioritaire.